# Greenfield (Iowa)
Greenfield è una città degli Stati Uniti d'America, situata nello Stato dell'Iowa, nella Contea di Adair, della quale è il capoluogo.